# Viaduc de Verberie
Le viaduc de Verberie est un viaduc ferroviaire qui permet à la LGV Nord de franchir la vallée de l'Oise.
Il est situé sur le territoire des communes de Verberie et Longueil-Sainte-Marie.